# Pandemis corylana
Pandemis corylana (tên tiếng Anh: Chequered Fruit-tree Tortrix, Hazel Tortrix Moth, Filbert Tortricid hoặc Barred Fruit Tree Moth) là một loài bướm đêm thuộc họ Tortricidae. Nó được tìm thấy ở miền bắc và miền trung châu Âu tới Xibia, Hàn Quốc và Nhật Bản.
Sải cánh dài 18–24 mm. Con trưởng thành bay từ tháng 7 đến tháng 8 ở Tây Âu. Ở Triều Tiên, Cá thể trưởng thành mọc cánh từ đầu tháng 6 đến cuối tháng 9.
Ấu trùng ăn là của nhiều loại cây thân thảo và cây bụi, bao gồm Corylus, Fraxinus, Prunus, Quercus, Rubus, Swida sanguinea, Betula, Fagus, Larix, Pinus, Rhamnus frangula, Thelycrania sanguinea và Vaccinium. Chúng sống trong một lá cuốn ngang hoặc dọc. Ấu trùng có thể tìm thấy từ tháng 5 đến tháng 7. Quá trình hóa nhộng xảy ra trong giai đoạn ấu trùng.
Đây là một loài sâu hại của các loại cây ăn quả hoặc cây lấy hạt.

## Hình ảnh

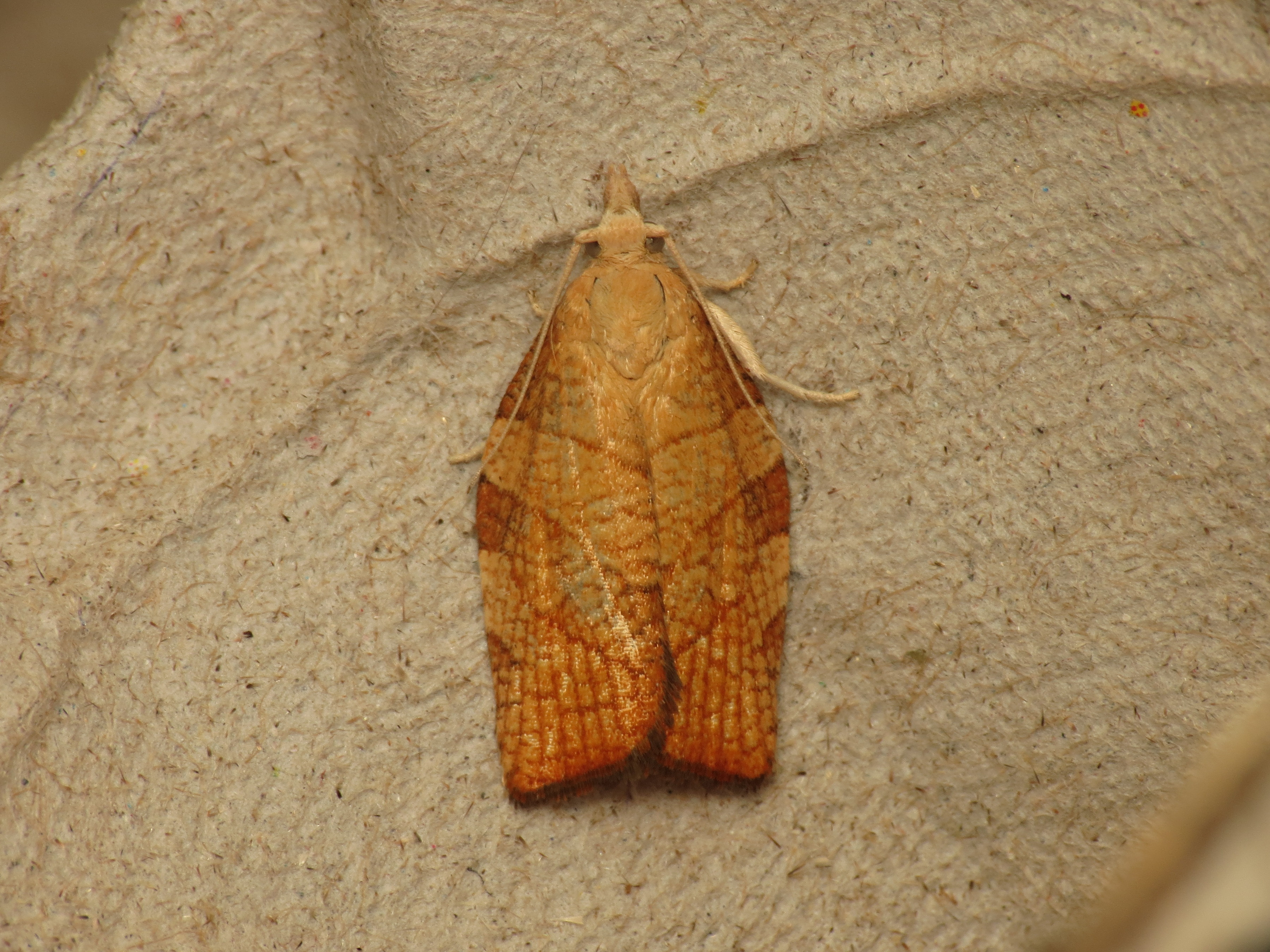
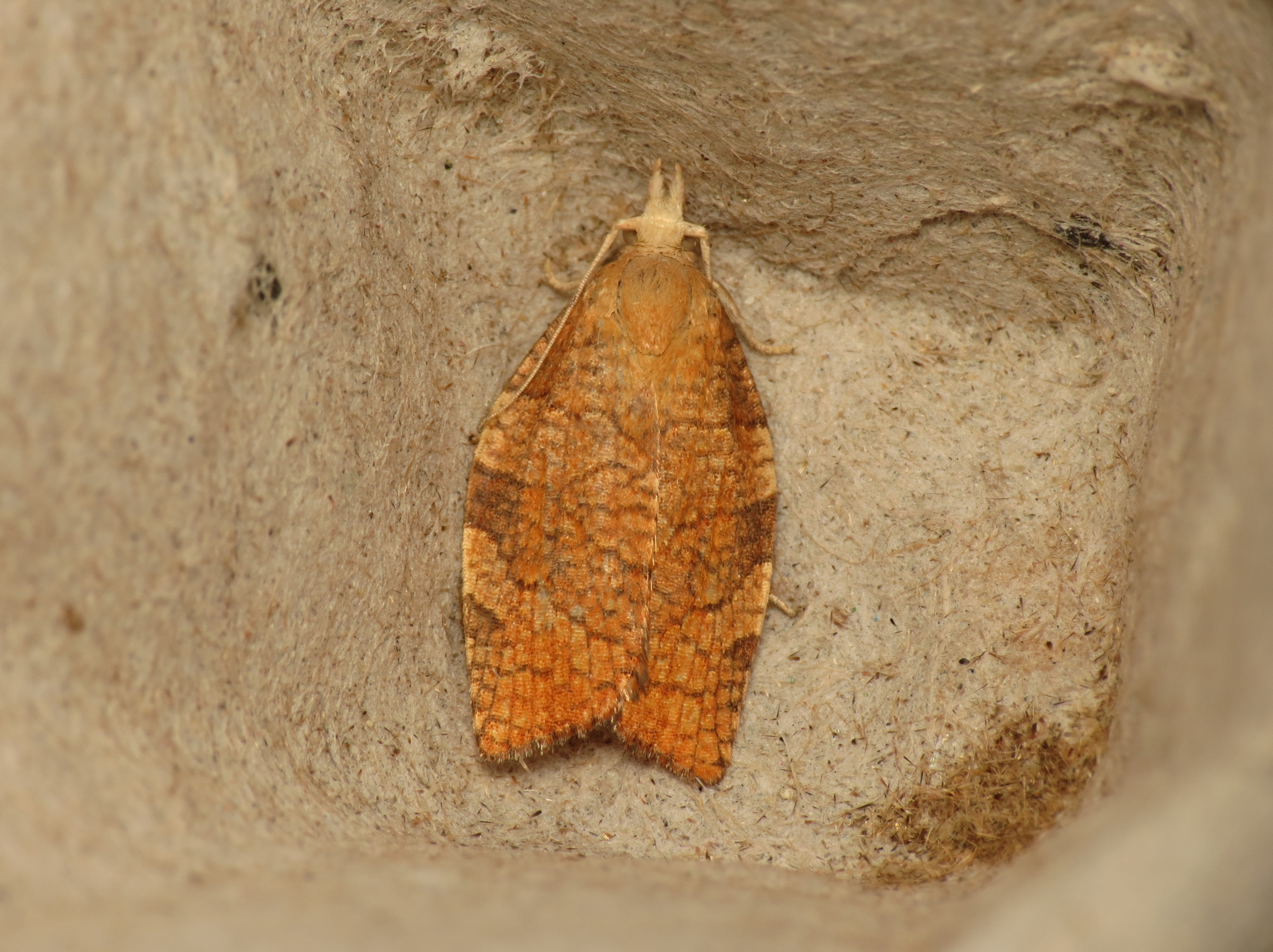
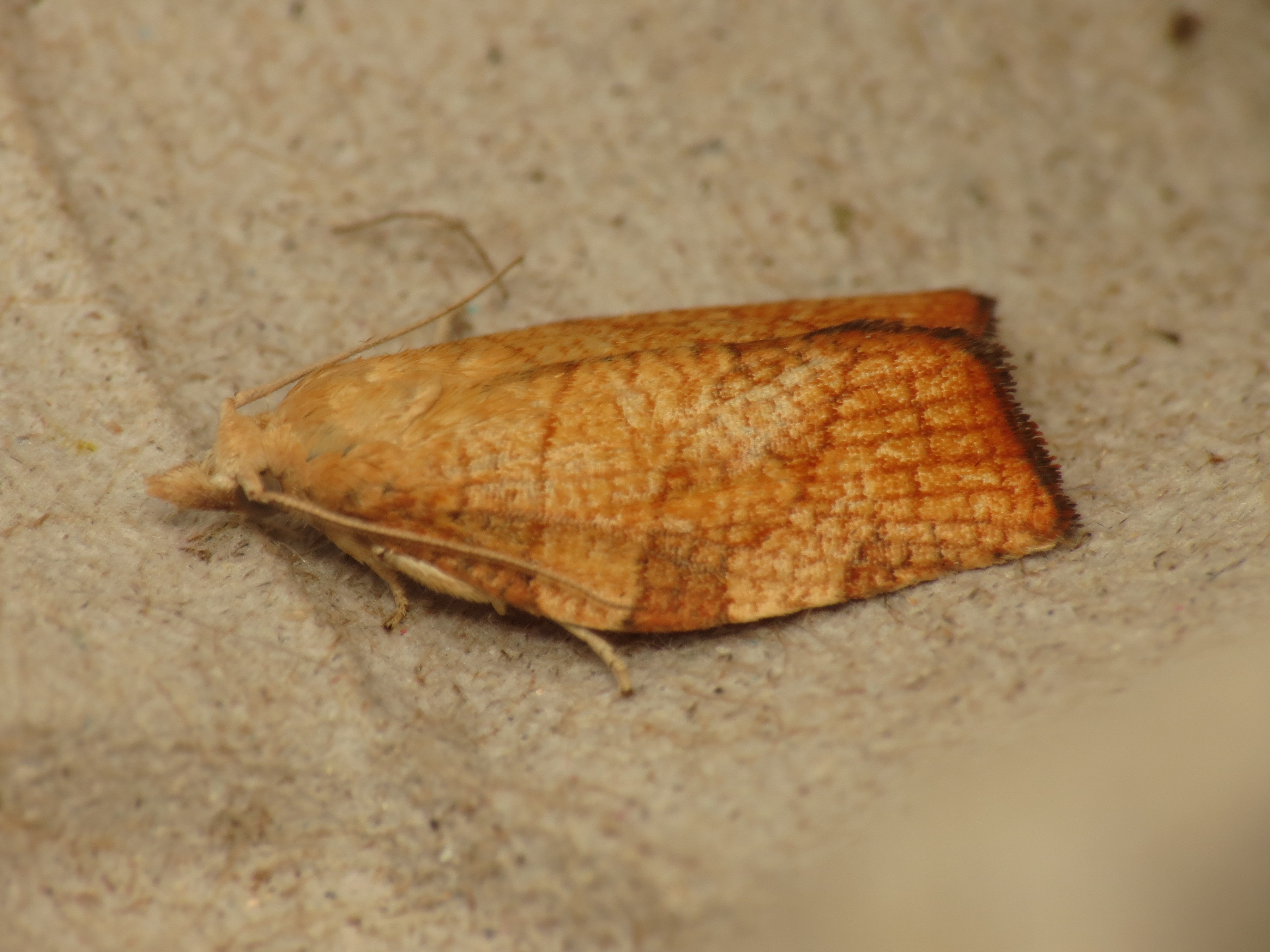
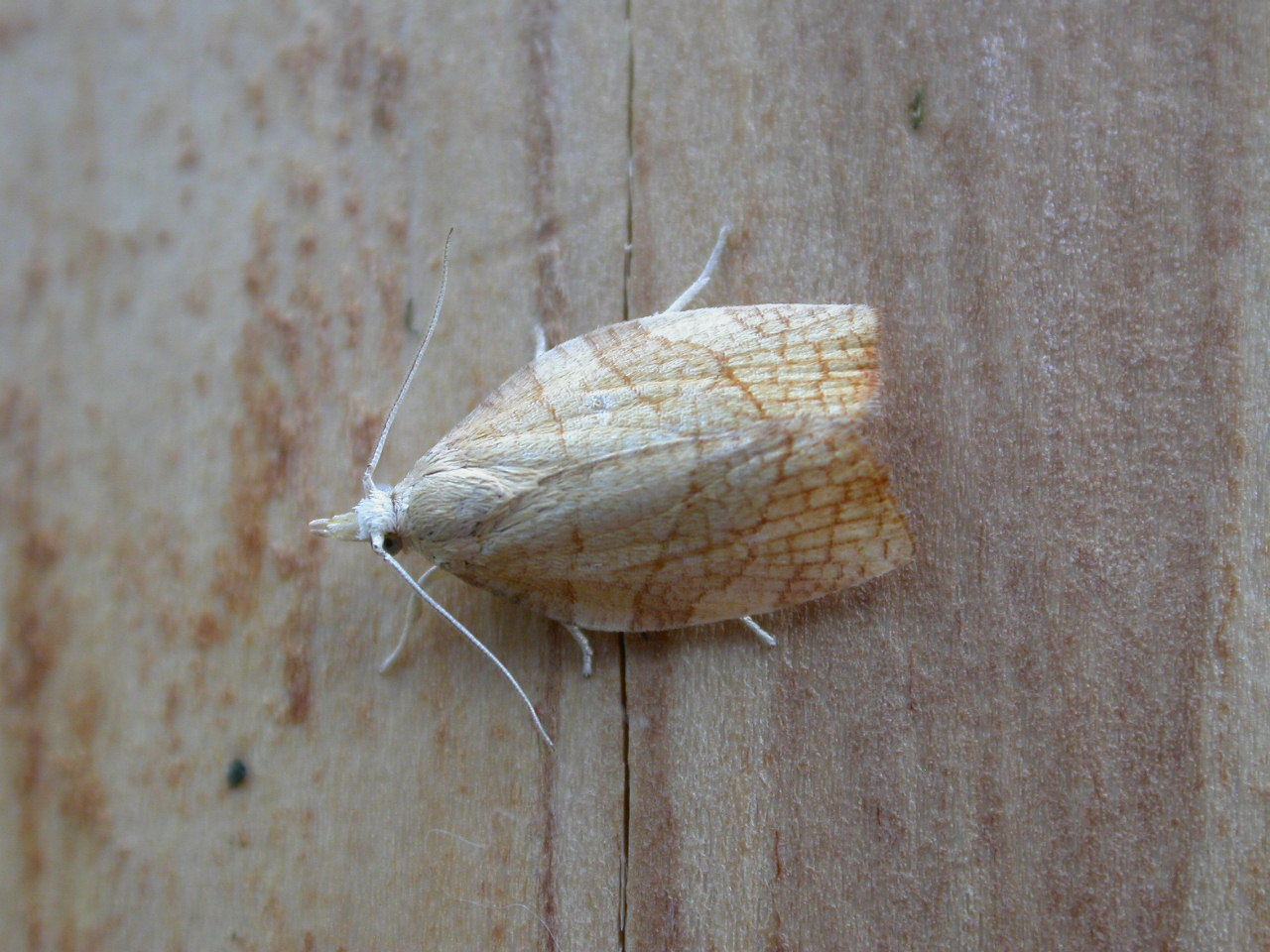